# Tom Kristensen (Deens schrijver)
Aage Tom Kristensen (Londen, 4 augustus 1893 - Thurø, 3 juni 1974) was een Deens romanschrijver, dichter, literatuurcriticus en journalist.

## Leven en werk
Kristensen werd geboren in Londen uit Deense ouders en groeide op in Kopenhagen, waar hij studeerde aan de universiteit. In zijn jonge jaren reisde hij naar de Baltische landen, het Verre Oosten en Spanje, waar hij gefascineerd raakte door stierenvechten. In 1924 werd hij literair medewerker bij het dagblad Politiken. Hij introduceerde veel moderne Amerikaanse en Engelse literatuur in Denemarken. De romans van Kristensen worden wel vergeleken met werk van Ernest Hemingway, James Joyce, William Faulkner, Aldous Huxley en D.H. Lawrence, maar ook invloeden van Johannes Vilhelm Jensen, Knut Hamsun en psychoanaliticus Sigmund Freud zijn herkenbaar.
Kristensen was een zoeker en probeerde vorm te geven aan gevoelens van angst, desillusie en leegte. Veel van zijn werk heeft een autobiografische inslag. In 1920 debuteerde hij met de dichtbundel Fribytterdrømme (vrijbuitersdromen). Zijn bekendste werk is de roman Hærværk uit 1930, die in 2015 in het Nederlands werd vertaald onder de titel Vernieling. In dat boek, gesitueerd in het Kopenhagen van de jaren twintig, schildert Kristensen een beklemmend beeld van een man die in conflict raakt met zichzelf en de wereld om hem heen. Het werk wordt beschouwd als baanbrekend in de moderne Deense literatuur. Kristensen geldt als voorbeeld voor veel latere moderne Deense schrijvers, onder wie Jakob Ejersbo en Klaus Rifbjerg.
Kristensen werd onderscheiden met onder meer de De Gyldne Laurbær (1954) en Det Danske Akademis Store Pris (1968). Hij overleed in 1974, tachtig jaar oud, op het eiland Thurø, waar hij de laatste jaren van zijn leven verbleef.